# Chinesische Badmintonnationalmannschaft
Die chinesische Badmintonnationalmannschaft repräsentiert die Volksrepublik China in internationalen Badmintonwettbewerben. China ist eine der führenden Nationen im Badmintonsport und bei Welt- und Kontinentalmeisterschaften überaus erfolgreich. Neben den unten aufgeführten Erfolgen gewann das Herrenteam 2001 den Asia Cup.

## Teilnahme an Welt- und Kontinentalmeisterschaften
|      | Asienspiele               | Asienspiele               | Badminton World Federation | Badminton World Federation | Badminton World Federation |
|      | Männer                    | Frauen                    | Thomas Cup                 | Uber Cup                   | Sudirman Cup               |
| ---- | ------------------------- | ------------------------- | -------------------------- | -------------------------- | -------------------------- |
| 1974 | Asienspiele 1974 – Sieger | Asienspiele 1974 – Sieger |                            |                            |                            |
| 1978 | Asienspiele 1978 – 2.     | Asienspiele 1978 – Sieger |                            |                            |                            |
| 1982 | Asienspiele 1982 – Sieger | Asienspiele 1982 – Sieger | Thomas Cup – Sieger        |                            |                            |
| 1984 |                           |                           | Thomas Cup – 2.            | Uber Cup – Sieger          |                            |
| 1986 | Asienspiele 1986 – 2.     | Asienspiele 1986 – Sieger | Thomas Cup – Sieger        | Uber Cup – Sieger          |                            |
| 1988 |                           |                           | Thomas Cup – Sieger        | Uber Cup – Sieger          |                            |
| 1989 |                           |                           |                            |                            | Sudirman Cup – 3.          |
| 1990 | Asienspiele 1990 – Sieger | Asienspiele 1990 – Sieger | Thomas Cup – Sieger        | Uber Cup – Sieger          |                            |
| 1991 |                           |                           |                            |                            | Sudirman Cup – 4.          |
| 1992 |                           |                           | Thomas Cup – 3.            | Uber Cup – Sieger          |                            |
| 1993 |                           |                           |                            |                            | Sudirman Cup – 3.          |
| 1994 | Asienspiele 1994 – 3.     | Asienspiele 1994 – 3.     | Thomas Cup – 3.            | Uber Cup – 2.              |                            |
| 1995 |                           |                           |                            |                            | Sudirman Cup – Sieger      |
| 1996 |                           |                           | Thomas Cup – 3.            | Uber Cup – 2.              |                            |
| 1997 |                           |                           |                            |                            | Sudirman Cup – Sieger.     |
| 1998 | Asienspiele 1998 – 2.     | Asienspiele 1998 – Sieger | Thomas Cup – 3.            | Uber Cup – Sieger          |                            |
| 1999 |                           |                           |                            |                            | Sudirman Cup – Sieger.     |
| 2000 |                           |                           | Thomas Cup – 2.            | Uber Cup – Sieger          |                            |
| 2001 |                           |                           |                            |                            | Sudirman Cup – Sieger.     |
| 2002 | Asienspiele 2002 – 3.     | Asienspiele 2002 – Sieger | Thomas Cup – 3.            | Uber Cup – Sieger          |                            |
| 2003 |                           |                           |                            |                            | Sudirman Cup – 2.          |
| 2004 |                           |                           | Thomas Cup – Sieger        | Uber Cup – Sieger          |                            |
| 2005 |                           |                           |                            |                            | Sudirman Cup – Sieger      |
| 2006 | Asienspiele 2006 – Sieger | Asienspiele 2006 – Sieger | Thomas Cup – Sieger        | Uber Cup – Sieger          |                            |
| 2007 |                           |                           |                            |                            | Sudirman Cup – Sieger      |
| 2008 |                           |                           | Thomas Cup – Sieger        | Uber Cup – Sieger          |                            |
| 2009 |                           |                           |                            |                            | Sudirman Cup – Sieger      |
| 2010 |                           |                           | Thomas Cup – Sieger        | Uber Cup – 2.              |                            |
| 2011 |                           |                           |                            |                            | Sudirman Cup – Sieger      |
| 2012 |                           |                           | Thomas Cup – Sieger        | Uber Cup – Sieger          |                            |

## Bekannte Nationalspieler
| Männer - Lin Dan - Chen Jin - Chen Long - Bao Chunlai - Fu Haifeng - Cai Yun - Guo Zhendong - Xu Chen - Zhang Nan - Chai Biao | Frauen - Wang Yihan - Wang Shixian - Wang Xin - Jiang Yanjiao - Ma Jin - Wang Xiaoli - Du Jing - Yu Yang - Tian Qing - Pan Pan |